# Schöne Náci

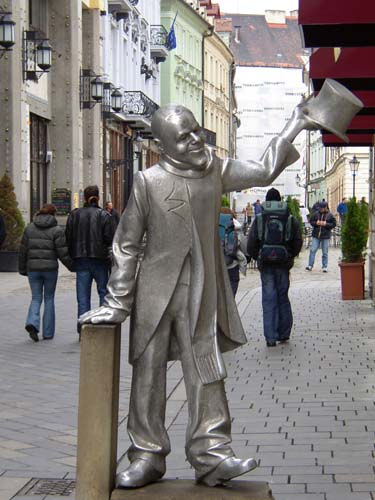
Socha Schöne Náciho na Sedlárské ulici v Bratislavě

Schöne(r) Náci, vlastním jménem Ignác Lamár (11. srpna 1897 Petržalka – 23. října 1967 Lehnice) byl téměř 40 let neodmyslitelnou součástí koloritu bratislavských ulic a kaváren. Pamětníci jej znali jako slušného, tichého a chudého, avšak vždy pěkně oblečeného člověka, ve fraku s cylindrem a hůlkou.

## Život
Původně byl cukrářským učněm, později kulisákem, pomocníkem u obuvníka, nosičem uhlí a také prášil koberce, kromě toho chodil po bratislavských dvorech a zpíval. Zemřel v Krajské tuberkulózní nemocnici v Lehnicích.

## Ohlas v kultuře
Jeho socha v životní velikosti, která je dílem akademického sochaře Juraje Meliše a často je terčem útoků vandalů, stojí u cukrárny Mayer na Sedlárské ulici. Písničku o Schöne Nácim má ve svém repertoáru skupina Lojzo; nahrála ji na své album Ticho po plešine.
O Schöne Nácim byla vydána knížka Volali ho Schöne Náci (Říkali mu Schöne Náci), která je jeho beletrizovaným životopisem. .